# Monoplex ritteri
Monoplex ritteri is een uitgestorven slakkensoort uit de familie van de Cymatiidae. De wetenschappelijke naam van de soort werd voor het eerst geldig gepubliceerd in 1989 door Schmelz als Cymatium (Gutturnium) ritteri.